# 松岩車站
松岩車站（日语：／ Matsuiwa eki */?）是一位於日本宮城縣氣仙沼市最松崎片濱、東日本旅客鐵道（JR東日本）氣仙沼線沿線的BRT車站。松岩是一由氣仙沼車站代為管理的無人車站，屬JR東日本盛岡支社的管轄範圍，本站同時也是宮城縣境內所有的鐵路車站裡面，地理位置最東者。

## 車站構造
地震前側式月台1面1線的地面車站。氣仙沼站管理的無人站。
混凝土製的站舍於東日本大地震被破壞，如今只有月台殘留。

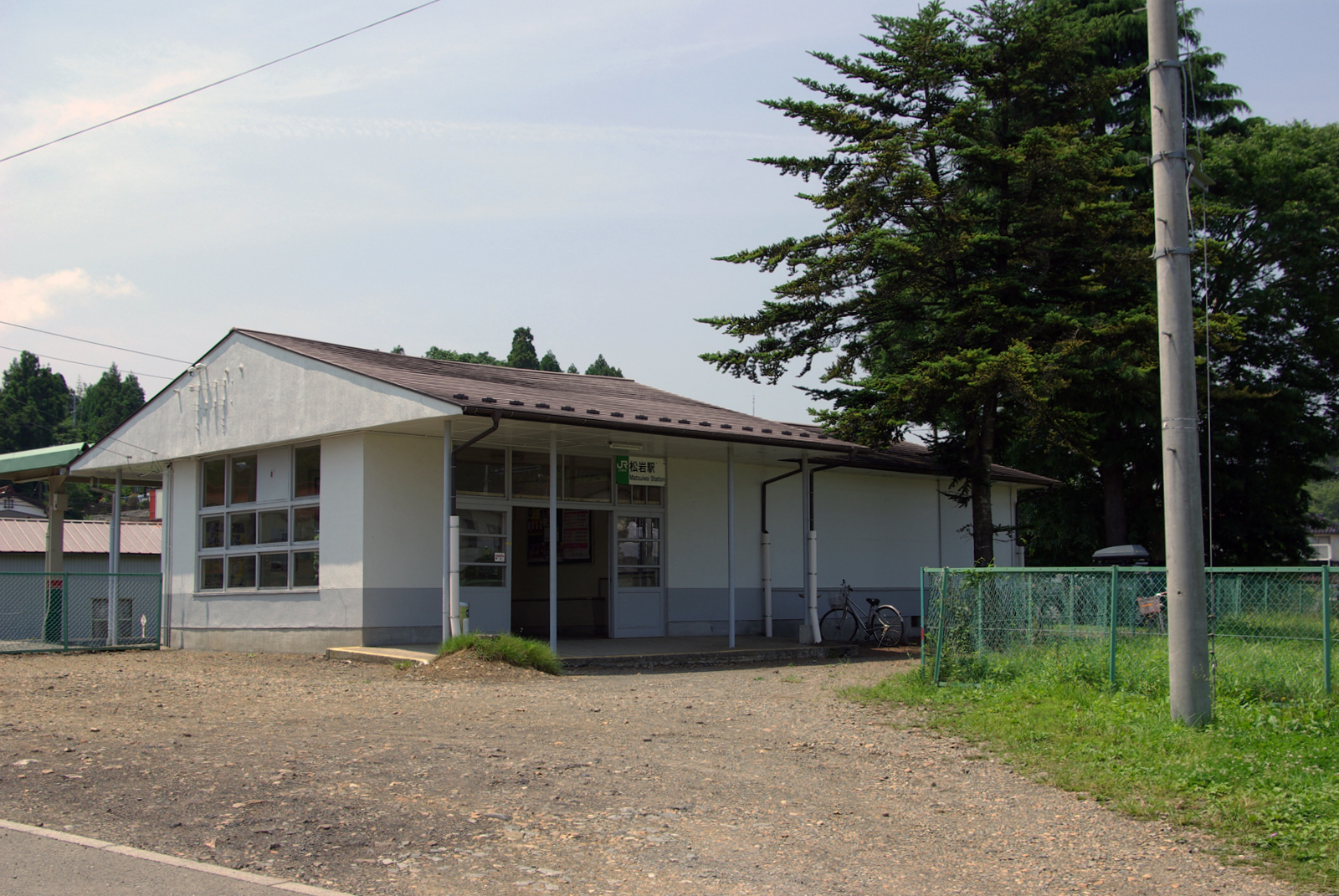
地震前的站舍（2009年）

## 歷史
- 1957年（昭和32年）2月11日 - 車站啟用。
- 1987年（昭和62年）4月1日 - 日本國鐵分割民營化，車站管轄劃歸由東日本旅客鐵道繼承。
- 2011年（平成23年）3月11日 - 東北地方太平洋近海發生嚴重地震，地震引發的海嘯沖毀靠近海岸的許多鐵路設施，松岩也是23個被沖毀的鐵路車站之一[1]。
- 2012年（平成24年）8月20日：以BRT方式暂时重建。
- 2020年（令和2年）4月1日：随着柳津-气仙沼段铁路线废线，不再作为铁路站[2]。

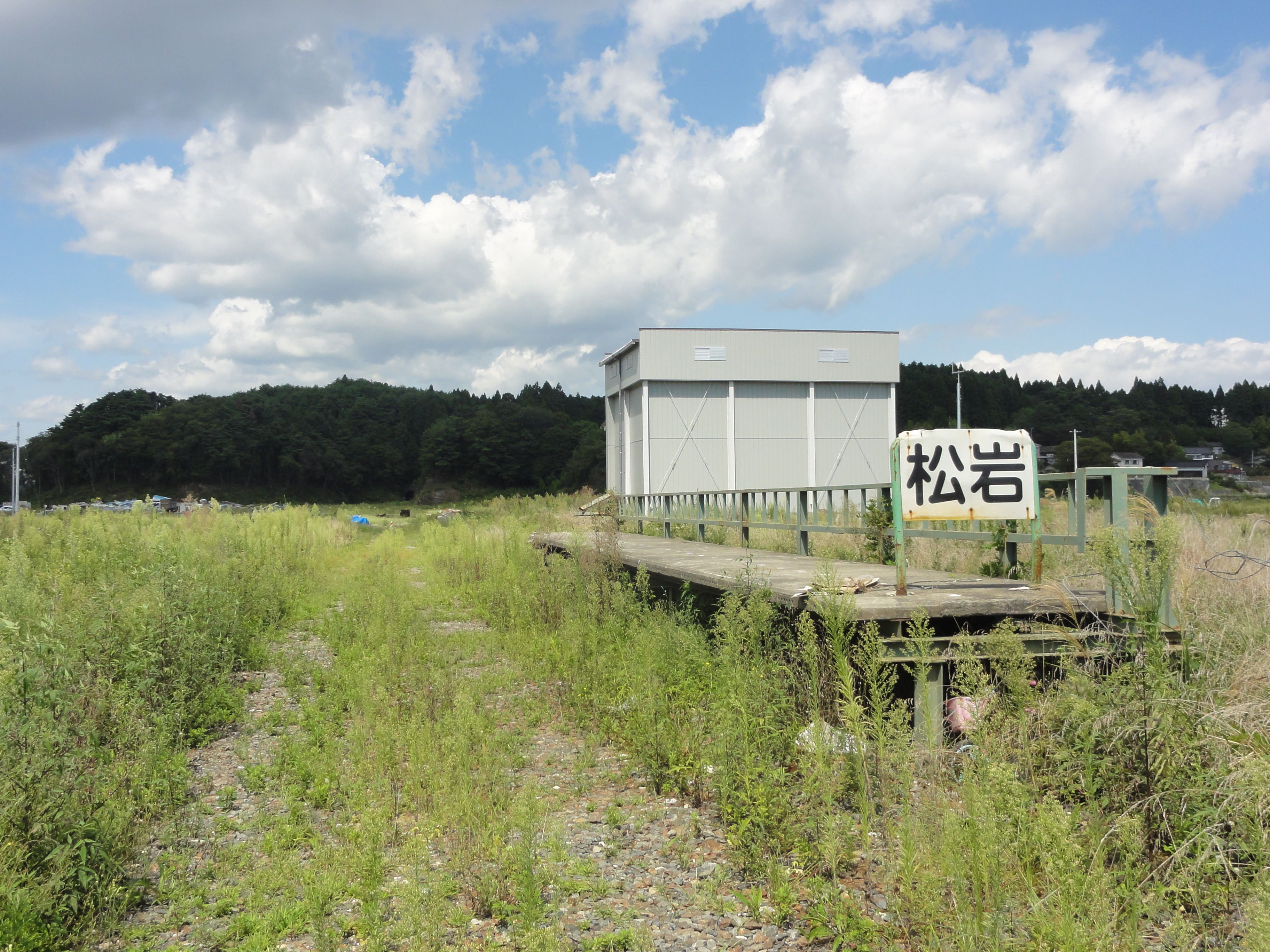
地震後的月台（2012年9月）

## 相鄰車站
東日本旅客鐵道
■氣仙沼線（BRT路段）
經專用道
岩月－松岩－赤岩港
經一般道路
岩月－松岩－氣仙沼市立醫院

## 外部連結
- （日語）松岩車站（JR東日本） （页面存档备份，存于）